# Пасяковка
Пасяковка (баш. Пасяковка) — деревня в Чишминском районе Республики Башкортостан Российской Федерации. Входит в состав Шингак-Кульского сельсовета.

## География

### Географическое положение
Расстояние до:
- районного центра (Чишмы): 28 км,
- ближайшей ж/д станции (Шингак-Куль): 5 км.

## История
Деревня образована в конце XIX века переселенцами из Малороссии. Впервые жители деревни упоминаются в метрических книгах церкви села Дурасово в 1898 году. Также деревня упоминается в справочнике "Крестьянское хозяйство Уфимской губернии. Подворная перепись 1912–1913 гг." Уфа, 1914. Ч. II. Таблицы. Пасяковка образовывала самостоятельное сельское общество Посяковское и имела 48 дворов. Земля, принадлежавшая жителям, была приобретена в составе общества. 
По данным на 1924 год Пасяковка была центром Пасяковского сельсовета  в составе д. Пасяковки (271 чел.) и д. Тавричанки (95 чел.). По данным справочника "БАССР Административно-территориальное деление на 01 июня 1940 года" деревня входила в состав Екатеринославского сельсовета и имела 306 жителей.

## Население
| 2002 | 2009 | 2010 |
| ---- | ---- | ---- |
| 28   | ↗42  | ↘28  |